# 포토라인
포토라인(PhotoLine)은 윈도우 및 macOS용 래스터 및 벡터 그래픽스 편집기이다. 기능으로는 16비트 색 깊이, 풀 컬러 관리, 또 RGB, CMYK, Lab 색 모델의 지원, 레이어 지원, 손상 없는 이미지 조작을 포함한다. 탁상출판을 위해 사용할 수도 있다.

## 기능
- 래스터 그래픽스 편집, 벡터 그래픽스 편집, 기초적인 탁상출판
- 풀 컬러 관리, 모니터 프루핑
- RGB, CMYK, Lab, 그레이스케일 색 모델. 색 모델과 ICC 프로파일은 레이어별로 선택할 수 있다.
- 한 채널 당 8, 16, 32비트의 색 깊이
- 블렌딩 모드와 그룹화를 포함한 완전한 레이어 지원
- 손상 없는 편집
- 기반이 되는 이미지 레이어와 독립적으로 Lab, HIS 색 모드에서 필터, 브러시, 조정 레이어 사용 가능(HIS는 HSL의 일종)
- 오브젝트 내부 또는 주변의 맞춤법 검사, 문자, 문단 스타일, 텍스트 플로를 포함한 벡터 레이어와 텍스트 레이어
- 페이지 간 텍스트 플로를 포함한 다중 페이지 도큐먼트
- 포토샵 플러그인과 PSP 튜브 지원
- 감압 그래픽스 태블릿 지원
- 포토샵 PSD 파일, PDF 파일, 애니메이션 GIF, 어도비 플래시 애니메이션, SVG 지원
- dcraw 기반의 카메라 raw 이미지 포맷 지원
- 매크로 (액션) 레코딩 및 일괄 처리